# Frühlings-Nabelnüsschen
Das Frühlings-Nabelnüsschen (Omphalodes verna), auch bekannt als Gedenkemein, Frühlings-Gedenkemein, Großblüten-Nabelnüsschen oder Großes Vergissmeinnicht, ist eine Pflanze aus der Familie der Raublattgewächse.

## Beschreibung

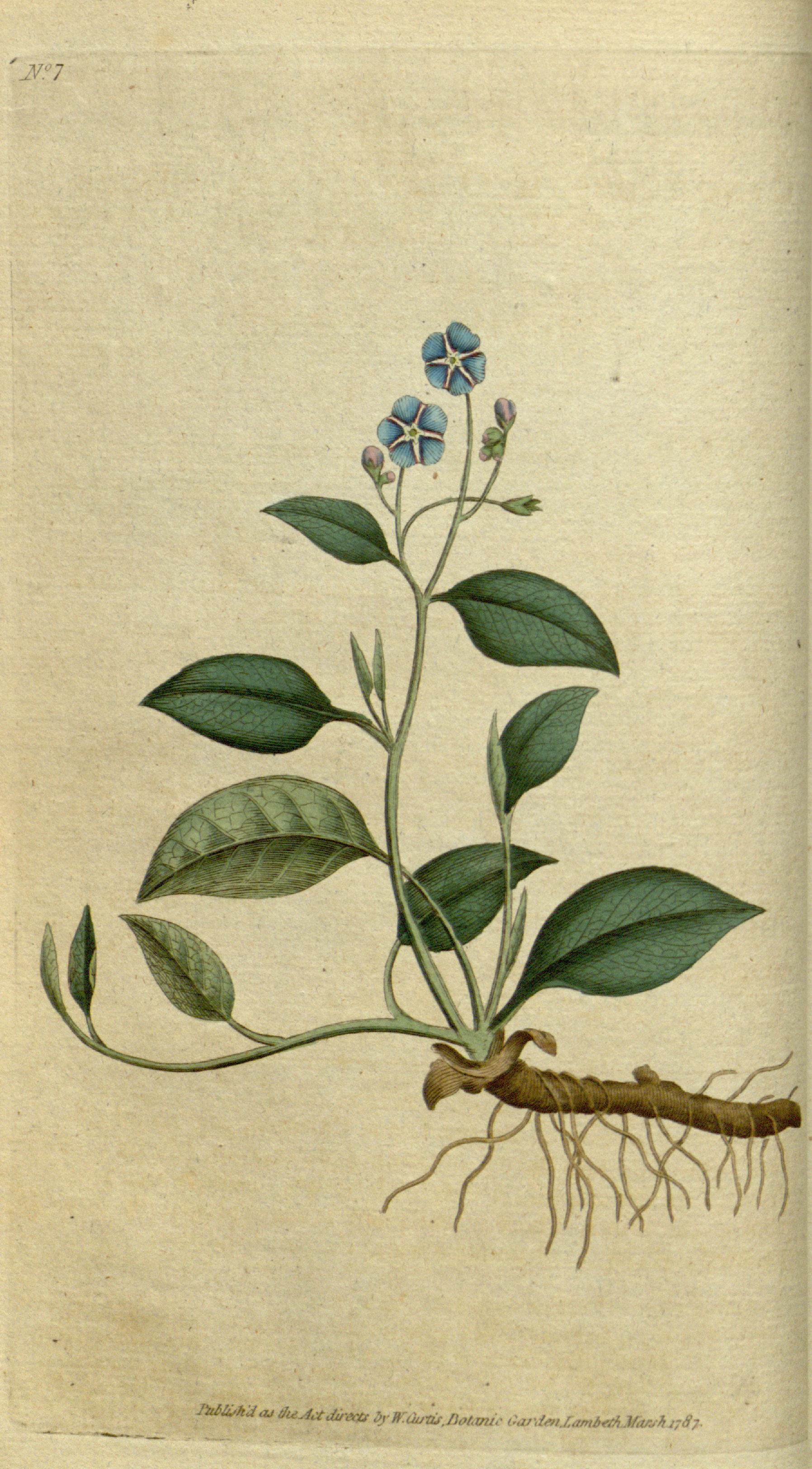
Illustration aus The Botanical Magazine, Volume 1, 1787, Tafel 7

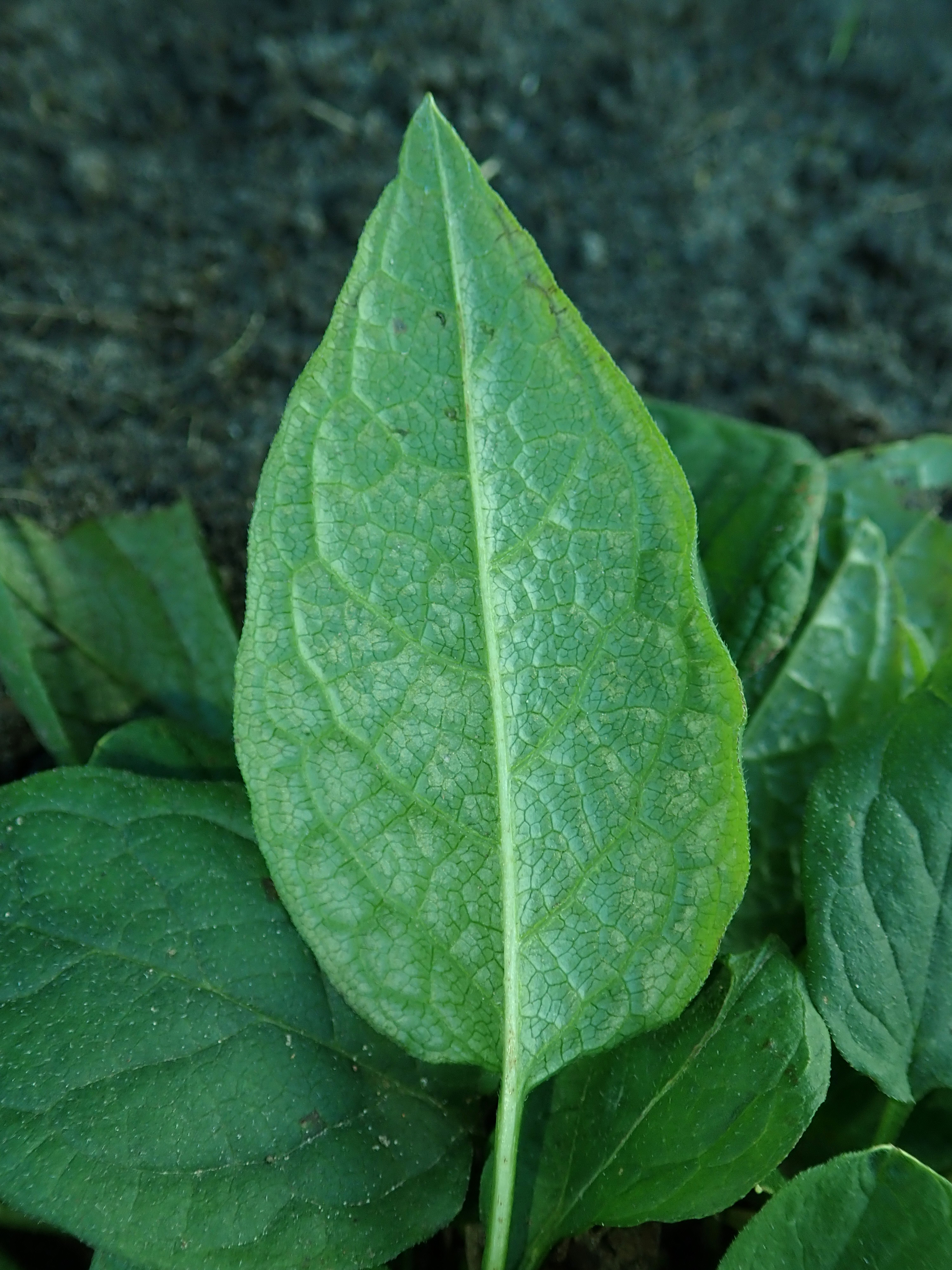
Blattunterseite

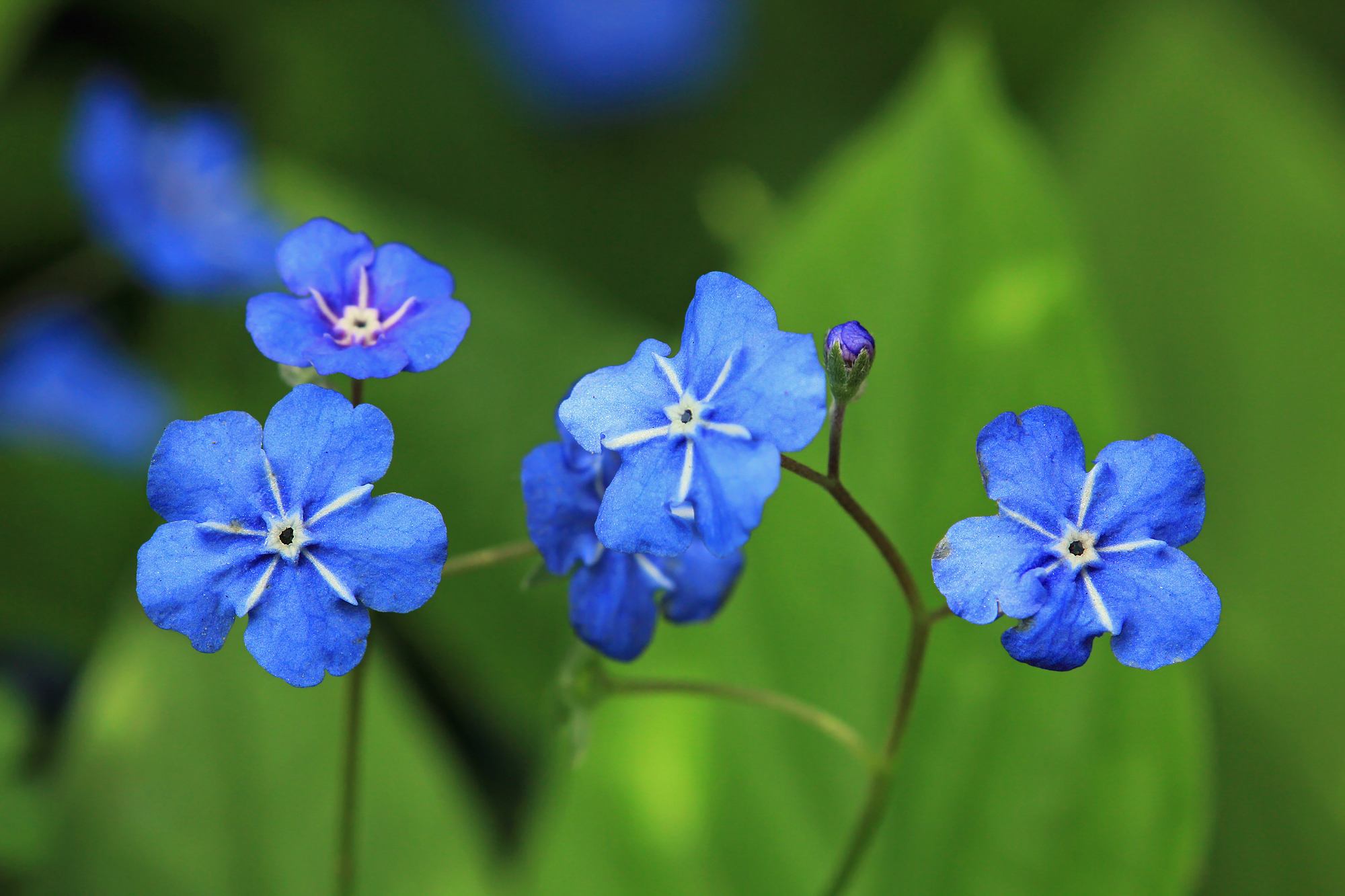
Blüten

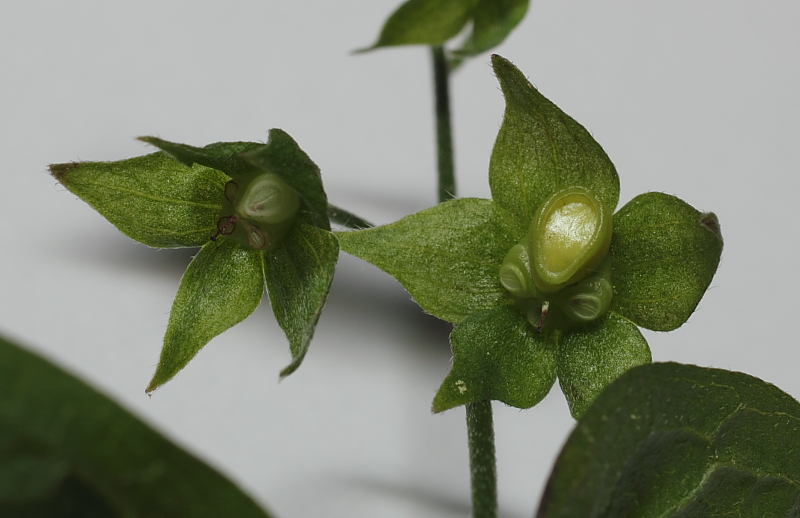
Früchte

### Vegetative Merkmale
Das Frühlings-Nabelnüsschen ist eine ausdauernde krautige Pflanze, die Wuchshöhen von 5 bis 20, selten bis 30 Zentimetern erreicht. Der aufsteigende bis aufrechte Stängel ist weich behaart. Es werden oberirdische Ausläufer gebildet.
Die Laubblätter sind zumindest im unteren Bereich des Stängels lang gestielt. Die einfache, ganzrandige Blattspreite ist bei einer Länge von 4 bis 15 Zentimetern sowie einer Breite von 1,5 bis 4,5 Zentimetern breit-eiförmig. Die Spreitenbasis ist gestutzt bis schwach herzförmig.

### Generative Merkmale
Die Blütezeit reicht von April bis Mai. Der Blütenstand ist nicht oder wenig verzweigt und enthält meist 10 bis 20 (6 bis 30) Blüten.
Die zwittrige Blüte ist fünfzählig mit doppelter Blütenhülle. Die Blütenkrone hat einen Durchmesser von 10 bis 12 Millimeter, selten ab 8 bis 15 Millimeter. Eine Kronröhre ist kaum erkennbar, der Kronensaum ist himmelblau und zeigt von der Mitte ausgehende, weiße Linien zwischen den Kronzipfeln. Anders als bei den ähnlich aussehenden Blüten von Vergissmeinnicht sind die runden Zipfel des Kronensaums beim Gedenkemein in der Knospenlage nicht einsinnig gedreht, sondern quincuncial. Die Schlundschuppen sind weiß.
Die Klausenfrüchte zerfallen in vier als Klausen bezeichnete Teilfrüchte. Die Klausen sind napfförmig ausgehöhlt, zeigen am Scheitel einen häutigen Ringsaum und sind mit dem Rücken am Griffel angewachsen.
Die Chromosomenzahl beträgt 2n = 48.

## Ökologie
Beim Frühlings-Nabelnüsschen handelt es sich um einen Hemikryptophyten.

### Verwechslungsmöglichkeit
Das Frühlings-Nabelnüsschen kann mit dem im Habitus ähnlichen, häufiger als Zierpflanze kultiviertem Großblättrigen Kaukasusvergissmeinnicht (Brunnera macrophylla) verwechselt werden.

## Vorkommen
Das natürliche Verbreitungsgebiet liegt in Europa. Es gibt Fundortangaben für Italien, Österreich, Slowenien, Kroatien, Montenegro, Albanien sowie Rumänien und sie kommt vielleicht auch in Griechenland vor. Als neu eingebürgert tritt sie in Großbritannien und Norwegen auf. In Deutschland, in der Schweiz, in Belgien, in den Niederlanden, in Ungarn, Polen, Estland, Schweden und in der Ukraine kommt sie als Neophyt vor.
Das ursprüngliche Verbreitungsgebiet innerhalb Österreichs beschränkt sich auf das südliche Kärnten, dort wächst es in den Karawanken, im Loiblgebiet, im Rosental und besonders in Arnoldstein. In anderen Bundesländern Österreichs wird es als Zierpflanze kultiviert und ist manchmal verwildert, so im Burgenland, in Niederösterreich, Oberösterreich, Kärnten und Salzburg. In Wien wurde das Frühlings-Nabelnüsschen bewusst ausgesetzt, in Vorarlberg und im Fürstentum Liechtenstein sind die Bestände wieder erloschen. In Deutschland gilt das Frühlings-Nabelnüsschen als eingebürgerter Neophyt.
In ihrem ursprünglichen Verbreitungsgebiet kommt sie besonders in Laubwäldern der Ordnung Fagetalia vor. Man findet das Frühlings-Nabelnüsschen in feuchten Laubgehölzen in montaner Höhenstufe Lage.
Die ökologischen Zeigerwerte nach Landolt et al. 2010 sind in der Schweiz: Feuchtezahl F = 3+ (feucht), Lichtzahl L = 2 (schattig), Reaktionszahl R = 3 (schwach sauer bis neutral), Temperaturzahl T = 4+ (warm-kollin), Nährstoffzahl N = 3 (mäßig nährstoffarm bis mäßig nährstoffreich), Kontinentalitätszahl K = 2 (subozeanisch).

## Systematik
Das Frühlings-Nabelnüsschen (Omphalodes verna) ist eine Art aus der Gattung der Nabelnüsschen (Omphalodes), diese wird der Unterfamilie Boraginoideae in der Familie der Raublattgewächse (Boraginaceae) zugeordnet. Die Erstveröffentlichung erfolge 1753 als Cynoglossum omphaloides von Carl von Linné in Species Plantarum, Tomus 1, S. 135. In einer eigenen Gattung Omphalodes erhielt diese Art von Conrad Moench 1794 in Methodus Plantas Horti Botanici et Agri Marburgensis S. 420 den gültigen Namen Omphalodes verna Moench. Der Gattungsname Omphalodes stammt aus dem Griechischen, bedeutet „nabelförmig“ und verweist damit auf die schwach napfförmig ausgehöhlten Teilfrüchte. Das Artepitheton verna stammt aus dem Lateinischen, verweist auf den Frühling und damit auf die Blütezeit der Art in den Frühlingsmonaten. Synonyme für Ompalodes verna Moench sind Cynoglossum omphalodes L. und Cynoglossum omphaloides L.

## Verwendung
Das Frühlings-Nabelnüsschen wird in den gemäßigten Gebieten als Zierpflanze verwendet. Sie ist bereits seit dem 16. Jahrhundert als Zierpflanze in Kultur.